# Fuefuki

Fuefuki (笛吹市 Fuefuki-shi?) este un municipiu din Japonia, prefectura Yamanashi.

## Legături externe
Materiale media legate de municipiul Fuefuki la Wikimedia Commons
1. ↑  笛吹市のプロフィール (în japoneză), arhivat din original la |archive-url= necesită |archive-date= (ajutor)